# Галкин, Валерий Николаевич
Галкин Валерий Николаевич — российский дизайнер, художник. Народный художник РФ (2009). Академик РАХ (2019).

## Биография
Родился 1 июня 1955 года.
В 1974 году окончил Красносельское училище художественной обработки металла.
Окончил ЛВХПУ имени В. И. Мухиной в 1983 году с отличием. Руководитель кафедры — профессор А. П. Изоитко.
Художник выполнил целый ряд масштабных авторских работ, украшающих фасады домов, парки, площади, а также интерьеры частных и общественных сооружений Санкт-Петербурга и других городов России.
Организовал множество кузнечных фестивалей, мастер-классов и выставок, проходивших в Санкт-Петербурге, Москве, Ивано-Франковске, Витебске, Улан-Удэ, Ульяновске, на Соловецких островах.
Живёт и работает в Санкт-Петербурге.

## Звания
- Академик РАХ (Отделение дизайна, 2019)
- Член-корреспондент РАХ (Отделение дизайна, 2011)
- Народный художник РФ (2009)
- Действительный член кузнечной академии имени проф. А. И. Зимина (2005)
- Член гильдии кузнецов и художников Санкт-Петербурга (2001)[1]
- Член Санкт-Петербургского союза художников России (1990)
- Заслуженный художник РФ (1998)
- Член Санкт-Петербургского союза дизайнеров (1989)

## Основные проекты и произведения
Авторские произведения из металла и других материалов:
- Металлодекор для фасада Санкт-Петербургского Университета
- Торшеры для Зимнего сада Дворца Молодёжи
- Металлодекор для фасада Малого драматического театра Европы
- Металлодекор для дома архитектора И. Старова
- Фонари для Александро-Невской Лавры
- Навес для галереи «Оскар-Холл»
- Вывеска-консоль для «Грант-оптики»
- Фонари для банка «Санкт-Петербург»
- Торшеры и подвесы для кинотеатра «Нарвский»
- Композиция «12 стульев», Петропавловская крепость
- Ворота для Усыпальницы Романовых, Петропавловский собор

## Государственная, общественная и педагогическая деятельность
- Председатель Государственной экзаменационной комиссии факультета ДПИ художественно-промышленной академии имени А. Л. Штиглица, Университета промышленной технологии и дизайна, кафедра психологии, педагогики и проф. образования;
- Член правительственной комиссии по Премиям правительства в области искусства, архитектуры и литературы;
- Член координационного Совета творческих Союзов СПб;
- Член правления Союза дизайнеров СПб (с 1997 года);
- Член правления Союза художников СПб (с 1999 года);
- Председатель Совета Гильдии кузнецов и художников СПб;
- Член Градостроительного Совета СПб (с 1997 года)

## Государственные и общественные награды и премии
- Медаль «В память 300-летия Санкт-Петербурга» (2004)
- Лауреат премии Правительства Санкт-Петербурга в области литературы, искусства и архитуры (1997, 2012)
- Лауреат Золотого диплома в номинации «Средовой дизайн» в выставке-конкурсе «Лучший дизайн 1997 года» (1997)
- Лауреат Российской национальной премии «Виктория» (1999)
- Диплом лауреата национального приза «Виктория» в номинации «Арт-дизайн» (2000)
- Диплом Министерства культуры РФ за коллекцию кованых изделий, представленную на выставке « Дизайн 2000» (2000)
- Диплом Союза художников России (2003)
- Лауреат диплома «Мастер» ХII Международного мастер-класса(2004)
- Почетная грамота Комитета по культуре СПб за высокие достижения в искусстве
- Диплом Российской кузнечной академии им. проф. А. И. Зимина (2010)
- Орден «Золотая подкова» Российской кузнечной академии им. проф. А. И. Зимина (2015)

Награды РАХ
- Серебряная медаль Российской академии художеств (2002)
- Благодарность РАХ (2007)

## Книги и альбомы
- Галкин, Валерий Николаевич. Художественный металл: Альбом. — СПб.: Санкт-Петербургский Союз художников, 2015. — 207 с.: цв. ил., портр., цв. портр. — ISBN 978-5-00067-020-0[2]